# Мідзухо (авіаносець)
Мідзухо (яп. 瑞穂) — японський гідроавіаносець.

## Конструкція
«Мідзухо» був сконструйований подібно до гідроавіаносця «Тітосе», але замість турбін мав менш потужні дизельні двигуни.
Міг нести 24 гідролітаки в ангарі під головною палубою. Корабель мав 4 катапульти (по 2 з кожного борту), 2 портальних крани для підйому гідролітаків з трюму та 2 консольних крани для підйому літаків з води. Крім того, мав обладнання для перевезення 20 мініатюрних підводних човнів (проте не міг нести всі літаки та підводні човни одночасно).

## Бойове використання
Незабаром після введення в експлуатацію «Мідзухо» увійшов до складу Об'єднаного флоту в Йокосука. З кінця грудня 1940 року використовувався поблизу узбережжя Китаю поблизу Хайнаню. У березні 1941 року переведений до 11-ї дивізії гідроавіаносців та перебазований у японські води.
Перед початком Другої світової війни «Мідзухо» включений до складу групи підтримки сил вторгнення в південній частині Філіппін у складі Південного флоту віце-адмірала Нобутаке Кондо, та вирушив до Палау.
8 грудня вирушив атакувати Легаспі. З середини грудня «Мідзухо» підтримує морські десантні операції в затоці Рамон.
26 грудня був відправлений в Ост-Індію. Підтримував десантні операції в Манадо (9—20 січня 1942 року), Кендарі (21—29 січня), Амбоні (3 лютого), Макасарі (6—11 лютого), Купангу та Тиморі (17—21 лютого) та Сурабаї (з 25 лютого).
1 березня 1942 гідролітаки з «Мідзухо» та «Тітосе» пошкодили американський есмінець «Pope», який пізніше був потоплений літаками з авіаносця «Рюдзьо» та артилерійським вогнем крейсерів.
З 28 березня по 2 квітня корабель пройшов ремонт у Йокосука, і 10 квітня був призначений до 11-ї ескадрильї гідроавіаносців.
1 травня 1942 року «Мідзухо» вирушив з Йокосуки в затоку Хіросіма. О 23:03 за 40 миль від Омаедзакі він був атакований американським підводним човном «Драм». У лівий борт влучила одна торпеда. Корабель загорівся та нахилився на 23 градуси. Близько 3-ї ночі екіпаж покинув корабель, і о 4:16 він перекинувся та затонув.
Загинула 101 особа, серед них 7 офіцерів. Крейсер «Такао» врятував 472 особи, серед них командира, Юдзуру Окума.